# Шведова Зоя Дмитрівна
Зоя Дмитрівна Шведова (рос. Зоя Дмитриевна Шведова; 31 грудня 1918, Москва - 24 жовтня 2013, Смоленськ) - радянська вчителька, кандидат педагогічних наук, партизанка німецько-радянської війни, депутат Верховної Ради РРФСР.

## Біографія
З початку 1919 року проживала в селі Мархоткіно Ельнінського району, де закінчила семирічну школу. Пізніше закінчила вчительські курси в Єльні і працювала вчителькою початкових класів. У 1936 році Шведова закінчила Козельське педагогічне училище, пізніше заочно закінчила Смоленський державний педагогічний інститут і працювала вчителькою географії в Коробецькій середній школі.
У роки німецько-радянської війни Шведова брала участь в партизанському русі на території окупованої німецькими військами Смоленщини в складі партизанського полку імені XXIV річниці РККА. Займалася виконанням важливих завдань партизанського командування, вела агітаційну роботу серед населення.
Після звільнення Смоленщини в вересні 1943 року Шведова стала інспектором Ельнінского райвно, а в 1944 році була обрана першим секретарем Ельнінского райкому комсомолу. Незабаром вона стала секретарем Смоленського обкому комсомолу. У 1949 році Шведова закінчила географічний факультет Московського державного педагогічного інституту, після чого працювала директором середньої школи, заступником завідувача Смоленського облвно. У 1947 і в 1951 роках обиралася депутатом Верховної Ради РРФСР.
З 1962 року Шведова працювала в Смоленськом державному педагогічному інституті, закінчила аспірантуру Науково-дослідного інституту педагогіки АПН СРСР, стала кандидатом наук.
Померла 24 жовтня 2013 року, похована на Новому кладовищі Смоленська.
Чоловік - радянський партійний діяч Микола Шараєв.

## Нагороди
- Орден Леніна
- Орден Трудового Червоного Прапора
- Орден Вітчизняної війни 2-го ступеня
- Медаль «Партизанові Вітчизняної війни» 2-го ступеня і ряд інших медалей